# Битва при Лугу
Французская миссия, возглавляемая капитаном Вуле Полем и Жюльеном Шануаном, была направлена направлена в 1898 с миссией завоевать территории между рекой Нигер (река) и Чад (озеро). Покинув Французский Судан в январе 1899, французы жестоко подчинили себе коренные народы, не встретив особого сопротивления.
Одной из немногих, кто решил дать отпор, была королева-колдунья Саррауния, правительница Азны, языческого племени в давно исламизированном регионе. Решив преградить экспедиции путь, Саррауния написала Вуле провокационное письмо, полное оскорблений; французы приняли вызов и 15 апреля покинули лагерь, направившись к деревням Лугу и Тугана, где Саррауния сосредоточила свои силы.
На следующий день, в 6:00, началось то, что лейтенант Жоаллан, Поль-Жюль назвал «одним из самых горячих моментов кампании». Французы обнаружили врага собравшимся на поле, в то время как женщины и дети уже укрылись в небольшом густом и почти непроходимом кустарнике, где Азна защищалась, столкнувшись с превосходящим противником. После того, как азна начала рассеиваться под огнем французских орудий, их ряды сломались, когда в них попали три картечных снаряда. Затем Азна отступила в кустарник, где густая листва частично защищала туземцев от огня.
Французы чувствовали, что, если их оставить там, Азна может напасть на них ночью, поэтому было решено атаковать кустарник, но быть осторожным, чтобы оставить путь к отступлению для Азны открытым, чтобы избежать слишком смертельной конфронтации, которая могла стоить слишком много крови. Французы встретили сильное сопротивление, убив двух стрелков и ранив четверых, но в конце концов добились успеха и вынудили Азну бежать.
Сражение затянулось до 13:00, и среди французских тиральеров четверо были убиты и шестеро ранены, при этом было израсходовано 7000 патронов.